# Lombard swing
Lombard swing – studyjny album zespołu Lombard wydany w 2016 roku. Zawiera dziesięć utworów znanych z wcześniejszych płyt zespołu, ale zagranych w konwencji swingowej. W nagraniu płyty udział wzięła Hanseatica Chamber Orchestra pod dyrekcją Jana Zejlanda. Płyta znalazła się wśród najciekawszych polskich albumów roku 2016 wg redakcji portalu Beatit.tv.

## Lista utworów
| Nr  | Tytuł utworu               | Muzyka             | Słowa                | Długość |
| --- | -------------------------- | ------------------ | -------------------- | ------- |
| 1.  | „Musical”                  | Grzegorz Stróżniak | Marta Cugier         | 3:48    |
| 2.  | „Gwiazdy rock and rolla”   | Grzegorz Stróżniak | Marek Dutkiewicz     | 3:26    |
| 3.  | „Taniec pingwina na szkle” | Jacek Skubikowski  | Jacek Skubikowski    | 1:56    |
| 4.  | „Słowa na murze”           | Grzegorz Stróżniak | Małgorzata Ostrowska | 1:16    |
| 5.  | „Deja’ vu – To już było”   | Grzegorz Stróżniak | Marta Cugier         | 3:29    |
| 6.  | „Anka”                     | Grzegorz Stróżniak | Jacek Skubikowski    | 3:59    |
| 7.  | „Adriatyk – ocean gorący”  | Grzegorz Stróżniak | Małgorzata Ostrowska | 4:09    |
| 8.  | „Nasz ostatni taniec”      | Grzegorz Stróżniak | Leszek Pietrowiak    | 4:09    |
| 9.  | „Szklana pogoda”           | Grzegorz Stróżniak | Marek Dutkiewicz     | 4:13    |
| 10. | „Przeżyj to sam”           | Grzegorz Stróżniak | Andrzej Sobczak      | 4:02    |
|     |                            |                    |                      | 34:27   |

## Twórcy
- Lombard w składzie:
  - Marta Cugier – śpiew
  - Grzegorz Stróżniak – śpiew, lider
  - Daniel Patalas – gitara
  - Michał Kwapisz – kontrabas, gitara basowa
  - Mirosław Kamiński – perkusja
- Hanseatica Chamber Orchestra w składzie:
  - Jan Zejland – fortepian, aranżacja
  - Maciej Fortuna – trąbka
  - Ernesta Heksel – trąbka
  - Jan Adamczewski – saksofon altowy
  - Jarosław Wachowiak – saksofon sopranowy, saksofon tenorowy
  - Robert Błoszyk – saksofon tenorowy
  - Józef Zatwarnicki – puzon
  - Andrzej Mazurek – przeszkadzajki